# Esgrima nos Jogos Pan-Americanos de 2019 - Florete por equipes feminino
A competição do florete por equipes feminino foi um dos eventos da esgrima nos Jogos Pan-Americanos de 2019, em Lima. Foi disputada no Centro de Convenções de Lima no dia 8 de agosto.

## Calendário
Horário local (UTC-5).
| Data        | Horário | Fase                |
| ----------- | ------- | ------------------- |
| 8 de agosto | 10:10   | Quartas de final    |
| 8 de agosto | 11:30   | Semifinal           |
| 8 de agosto | 12:30   | 5º ao 8º lugar      |
| 8 de agosto | 16:00   | Disputa pelo bronze |
| 8 de agosto | 18:00   | Final               |

## Medalhistas
| Ouro   | USA Nicole Ross Lee Kiefer Jacqueline Dubrovich     |
| Prata  | CAN Jessica Guo Eleanor Harvey Alanna Goldie        |
| Bronze | MEX Nataly Silva Denisse Martínez Melissa Contreras |

## Resultados
|  | Quartas de final | Quartas de final   | Quartas de final |            |              | Semifinal          | Semifinal           | Semifinal           |                     |  | Final | Final              | Final |
|  |                  |                    |                  |            |              |                    |                     |                     |                     |  |       |                    |       |
|  | 1                | USA Estados Unidos | 45               |            |              |                    |                     |                     |                     |  |       |                    |       |
|  | 8                | CUB Cuba           | 18               |            |              |                    |                     |                     |                     |  |       |                    |       |
|  | 8                | CUB Cuba           | 18               |            | 1            | USA Estados Unidos | 45                  |                     |                     |  |       |                    |       |
|  |                  |                    |                  |            | 1            | USA Estados Unidos | 45                  |                     |                     |  |       |                    |       |
|  |                  | 5                  | COL Colômbia     | 24         |              |                    |                     |                     |                     |  |       |                    |       |
|  | 5                | 5                  | COL Colômbia     | 24         | COL Colômbia | 45                 |                     |                     |                     |  |       |                    |       |
|  | 5                |                    |                  |            | COL Colômbia | 45                 |                     |                     |                     |  |       |                    |       |
|  | 4                | ARG Argentina      | 29               |            |              |                    |                     |                     |                     |  |       |                    |       |
|  |                  |                    |                  |            |              |                    |                     |                     |                     |  | 1     | USA Estados Unidos | 45    |
|  |                  |                    | 2                | CAN Canadá | 39           |                    |                     |                     |                     |  |       |                    |       |
|  | 3                | BRA Brasil         | 34               |            |              |                    |                     |                     |                     |  |       |                    |       |
|  | 6                | MEX México         | 45               |            |              |                    |                     |                     |                     |  |       |                    |       |
|  | 6                | MEX México         | 45               |            | 6            | MEX México         | 27                  |                     |                     |  |       |                    |       |
|  |                  |                    |                  |            | 6            | MEX México         | 27                  |                     |                     |  |       |                    |       |
|  |                  | 2                  | CAN Canadá       | 44         |              |                    | Disputa pelo bronze | Disputa pelo bronze | Disputa pelo bronze |  |       |                    |       |
|  | 7                | PER Peru           | 16               |            |              |                    | 5                   | COL Colômbia        | 25                  |  |       |                    |       |
|  | 2                | CAN Canadá         | 45               |            |              |                    |                     |                     |                     |  | 6     | MEX México         | 45    |

### Disputa do 5º   ao 8º lugar
|  | Classificação | Classificação | Classificação |  |  | Diputa pelo 5º lugar  | Diputa pelo 5º lugar  | Diputa pelo 5º lugar  |
|  |               |               |               |  |  |                       |                       |                       |
|  | 8             | CUB Cuba      | 45            |  |  |                       |                       |                       |
|  | 4             | ARG Argentina | 19            |  |  |                       |                       |                       |
|  |               |               |               |  |  | 8                     | CUB Cuba              | 28                    |
|  |               |               |               |  |  | 3                     | BRA Brasil            | 45                    |
|  | 3             | BRA Brasil    | 45            |  |  |                       |                       |                       |
|  | 7             | PER Peru      | 16            |  |  | disputa pelo 7º lugar | disputa pelo 7º lugar | disputa pelo 7º lugar |
|  |               |               |               |  |  | 4                     | ARG Argentina         | 45                    |
|  |               |               |               |  |  | 7                     | PER Peru              | 30                    |

## Classificação final
| Colocação         | Nacionalidade      | Atleta                                             |
| ----------------- | ------------------ | -------------------------------------------------- |
| Medalha de ouro   | USA Estados Unidos | Nicole Ross Lee Kiefer Jacqueline Dubrovich        |
| Medalha de prata  | CAN Canadá         | Jessica Guo Eleanor Harvey Alanna Goldie           |
| Medalha de bronze | MEX México         | Nataly Silva Denisse Martínez Melissa Contreras    |
| 4                 | COL Colômbia       | Tatiana Aljure Saskia García Vanessa Camero        |
| 5                 | BRA Brasil         | Gabriela Cecchi Ana Beatriz Bulcão Mariana Pistoia |
| 6                 | CUB Cuba           | Daylen Valiente Elizabeth Herrera Elisa Zorrilla   |
| 7                 | ARG Argentina      | Flavia Mormandi María Ludmila Terni Lucia Ondarts  |
| 8                 | PER Peru           | Paola Piñero Kusi Vargas Michela Somocurcio        |